# Jerry Douglas
Gerald Calvin Douglas, detto Jerry (Warren, 28 maggio 1956), è un musicista e produttore discografico statunitense.

## Carriera
È conosciuto come suonatore di chitarra resofonica e lap steel guitar.
Ha collaborato con numerosi artisti di diversa estrazione musicale: tra questi Eric Clapton, Dolly Parton, Paul Simon, Keb' Mo', Elvis Costello, Mumford & Sons, Phish e altri.
Da produttore ha lavorato con e per Alison Krauss, Jesse Winchester, Del McCoury Band, Maura O'Connell e non solo.
Ha pubblicato, dal 1999, diversi album nella band di Alison Krauss, chiamata Union Station.
Tre volte (2002, 2005 e 2007) è stato premiato dalla Country Music Association come "musicista dell'anno". Ha vinto anche numerosi Grammy Awards.
Nel 2008 è stato inserito nella Country Music Hall of Fame.

## Discografia
Registrazioni da solista
- 1979 - Fluxology
- 1982 - Fluxedo
- 1986 - Under the Wire
- 1987 - Changing Channels
- 1987 - Everything Is Gonna Work Out Fine
- 1989 - Plant Early
- 1992 - Slide Rule
- 1998 - Restless on the Farm
- 2002 - Lookout for Hope
- 2005 - The Best Kept Secret
- 2007 - Best of the Sugar Hill Years
- 2008 - Glide
- 2009 - Jerry Christmas
- 2012 - Traveler